# Terre Neuve (kommun)
Terre Neuve är en kommun i Haiti.   Den ligger i departementet Artibonite, i den nordvästra delen av landet, 130 km norr om huvudstaden Port-au-Prince.